# Austin Slater
Austin Thomas Slater  (Jacksonville, Florida, 13 de diciembre de 1992), más conocido como Austin Slater, es un jugador profesional estadounidense de béisbol que se desempeña en la posición de jardinero derecho en Chicago White Sox, equipo de las Grandes Ligas de Béisbol (MLB).

## Carrera
Slater hizo su debut en la MLB con el equipo San Francisco Giants, en el cual jugó ocho temporadas (2017-2024), después pasó a Cincinnati Reds (2024), luego a Baltimore Orioles (2024), posteriormente a Chicago White Sox.